# Смоквица (Хорватия)
Смо́квица (хорв. Smokvica) — община на юге Хорватии, расположенная в центральной части острова Корчула. Население — 2 210 чел. (на 2001 г.). В 1920 году в Смоквице была построена церковь в неороманском стиле.